# Казимир-Крістоф фон Бракель
Казими́р-Крі́стоф фон Бра́кель (нім. Kasimir Christoph von Brackel; 1686 — 8/9 січня 1742) — курляндський державний діяч, старший радник, дипломат, барон; з 1731 року — російський дипломат, посол. Ландгофмейстер Курляндії (1729—1731). Представник шляхетного німецького роду Бракелів. Син курляндського ландгофмейстра Фрідріха фон Бракеля й Гертруди фон Корфф. 25 травня 1711 року одружився із Євою-Єлизваетою фон Плеттенберг. Навчався у Кенігсберзькому університеті (1702). Обраний депутатом до Курляндського ландтагу. Був наглядачем у Семигалії (1716), послом ландтагу (1717), гауптманом в Шрудендені (1717—1718), обергауптманом в Мітаві (1718—1727), курляндським послом у Варшаві (1724, 1726). Очолював ландатаг на посаді ландмаршала (1727). Увійшов до курляндського уряду: працював канцлером (1727—1729) і ландгофмейстром (1729—1730, 1730—1731). Сприяв обранню графа Моріца Саксонського на пост герцога. Згодом перейшов на російську державну службу, став дійсним таємним радником (1731). Був російським послом у Данії (1731—1735), Пруссії (1735—1741), Австрії. Помер у Берліні, Пруссія.

## Імена
- Казими́р-Крі́стоф фон Бра́кель (нім. Kasimir Christoph von Brackel) — німецьке ім'я.
- Казими́р Христофо́р Бра́кель (нім. Казимир Христофор Бракель) — російське ім'я.

## Біографія
- 1717—1718: гауптман у Шрудендені.
- 1718—1727: обер-гауптман у Мітаві.
- 1724: посол Курляндії у Варшаві.
- 1726: посол Курляндії у Варшаві.
- 1727—1729: канцлер Курляндії і Семигалії.
- 1729—1730, 1730—1731: ландгофмейстер Курляндії і Семигалії.
- 1731: перейшов на російську службу; дійсний таємний радник.
- 1731—1735: посол Росії в Данії (Копенгаген).
- 1735—1741: посол Росії в Пруссії (Берлін).
- 8/9 січня 1742: помер у Берліні.

## Нагороди
- Орден Андрія Первозванного (Росія)
- Орден Святого Олександра Невського (Росія)

### Монографії
- Brackel, P. Das Geschlecht von Brackel. Hamburg, 1999, Band 23, S. 48—49.
- Räder, W. Die Juristen Kurlands im 18. Jahrhundert. Posen: W. F. Häcker, 1942.
- Seraphim, A. Die Geschichte Des Herzogtums Kurland: 1561—1795. Reval: F. Kluge, 1904, S. 187—191.
- Бантыш-Каменский, Н. Н. Обзор внешних сношений России (по 1800 год). Москва, 1896, Ч. 2, С. 258.

### Довідники
- Brackel, Kasimir Christoph v. // Deutschbaltisches biographisches Lexikon 1710–1960. Köln-Wien, 1970, S. 93—94.
- Бракель, Казимир-Христофор [Архівовано 13 червня 2018 у Wayback Machine.] // Русский биографический словарь. Санкт-Петербург, 1908, Т. 3, С. 320—321.